# Плавай (виноград)

Плавай (рум. Plăvaie) — технический (винный) сорт винограда, используемый для производства белых вин в Молдавии.

## Происхождение
Автохтонный молдавский сорт.

## География
В основном произрастает в Молдавии, в регионе Вранча. Также сорт культивируется на Украине, в Казахстане, Киргизии, Словакии, Сербии, Венгрии, Австрии, Болгарии, России.

## Основные характеристики
Кусты сильнорослые.
Листья крупные, округлые, пятилопастные, слаборассеченные, снизу опушение войлочное, с щетинками по жилкам.
Цветок обоеполый.
Грозди средние, цилиндрические и цилиндроконические, иногда крылатые, плотные.
Ягоды средние, округлые, зеленовато-белые. Кожица прозрачная, плотная. Мякоть водянистая.
Вызревание побегов хорошее.
Сорт позднего периода созревания. Период от начала распускания почек до полной зрелости ягод составляет 162 дня при сумме активных температур 3000°С.
Урожайность средняя, 80—100 ц/га.
Сорт сильно повреждается мильдью. К филлоксере устойчив. Морозоустойчивость слабее, чем у других европейских сортов.

## Применение
Сорт используется для приготовления ординарных столовых вин и коньячных виноматериалов. Вина лучше употреблять молодыми, потенциал хранения, как правило, низкий.

## Синонимы
Велан, Плакун, Била мука, Белый круглый, Мельве, Плавец гельбер, Плавана, Поамэ Плэвае.